# فلاكورة عزلاء
فلاكورة عزلاء (الاسم العلمي:Flacourtia inermis) هي نوع من النباتات تتبع جنس الفلاكورة من الفصيلة الصفصافية.